# Aqua (интерфейс)

Интерфейс Aqua в Mac OS X Leopard. Среди изменений — градиентный стиль окон, а также новые панель Dock и строка меню

Aqua — графический пользовательский интерфейс, язык дизайна и визуальная тема операционной системы Apple macOS. Первоначально она была основана на теме воды, с компонентами, похожими на капли, и широким использованием эффектов отражения и прозрачности. Его цель — «включить цвет, глубину, прозрачность и сложные текстуры в визуально привлекательный интерфейс» в приложениях macOS. При его представлении Стив Джобс отметил, что «он жидкий, одной из целей дизайна было то, что, когда вы его увидели, вам захотелось его облизать».
Aqua была впервые представлена в 2000 году на конференции Macworld Conference & Expo в Сан-Франциско. Её первое появление в коммерческом продукте произошло в июле 2000 года в выпуске iMovie 2, за которым в следующем году последовала Mac OS X 10.0. Aqua является преемницей Platinum, которая использовалась в Mac OS 8, Mac OS 9 и версиях Rhapsody для разработчиков (включая Mac OS X Server 1.2). Внешний вид Aqua часто менялся на протяжении многих лет, последний раз кардинально с выходом macOS Big Sur в 2020 году, который Apple называет «крупнейшим обновлением дизайна с момента появления Mac OS X».

## Описание
Стиль Аква и сам GUI были впервые представлены на Macworld Conference & Expo в январе 2000 года в Сан-Франциско. Новые компьютеры iMac и iBook были внешне обновлены, и поэтому был обновлен и сам интерфейс системы.
Впервые этот стиль оформления был использован в iMovie 2 июля 2000 года, в котором использовались кнопки и полосы прокрутки в стиле Aqua.

## Предпосылки
Годами Apple безуспешно пыталась создать операционную систему Mac OS следующего поколения, включая проекты под кодовыми названиями Pink, Taligent и Copland. В конечном итоге Mac OS X была основана на NeXTSTEP после того, как Apple приобрела NeXT и Стив Джобс вернулся обратно в компанию.
Ранняя версия Mac OS X, называемая Rhapsody, представляла собой выпуск для разработчиков, совмещающий в себе внешний вид интерфейсов классической Mac OS 8 с и OpenStep.:27–28 В конечном итоге от подхода Rhapsody отказались, и операционная система в 1998 году получила название Mac OS X. Ранние предварительные версии Mac OS X для разработчиков имели интерфейс, похожий на Rhapsody и совмещающий в себе классическую Mac OS и NextStep. Окончательный интерфейс Aqua был представлен на Macworld Expo в январе 2000 года.

## Элементы дизайна
Aqua в своём дизайне использует синий, белый и серые цвета в качестве основных. Панель инструментов окна, фон окна, кнопки, меню и другие элементы представлены в этих цветах. Например, панели инструментов и боковые панели часто выполнены в серых или металлических цветах, фон окон и всплывающие меню — в белом цвете, а кнопки — в синем цвете. В версиях OS X, предшествовавших OS X Yosemite, большинство элементов интерфейса имело эффект «стекла» или «геля». Дэвид Пог в своей книге «Macs For Dummies» описал это как «…капля очень ягодного геля Colgate…»
В Mac OS есть несколько встроенный опций настройки, позволяющих изменить внешний вид системы. Пользователи могут выбрать графитовый внешний вид вместо синего, который используется по умолчанию. При использовании графитовой темы элементы интерфейса приобретают грифельный, серо-голубой или сероватый цвет, включая элементы управления окнами, которые по умолчанию имеют красный, жёлтый и зелёный цвета. В Yosemite была добавлена «тёмная тема», которая затемняла панель меню и Док. Также пользователь может выбирать цвет выделения текста и выбора файлов.

## Окна
Исторически у Aqua было два дизайна окон: стандартные Aqua windows и окна с "матовым металлом". Окна Aqua обычно имеют металлическую или серую панель заголовка с тремя кнопками слева (для закрытия, сворачивания и увеличения масштаба или перехода в полноэкранный режим). Визуально эти кнопки раньше располагались сверху, но позже оказались "утопленными" в окно. Окна цвета морской волны почти не имеют рамки или внешней границы, вместо этого используются тени, чтобы отделять активные окна от неактивных. Эстетика фона окон изменилась с полосатого на белый фон. Окна из матового металла имели толстую рамку с металлической текстурой или темно-серым фоном и утопленные кнопки и внутренние рамки. У них было дополнительное свойство - их можно было перетаскивать в любой точке рамки, а не только в строке заголовка и панели инструментов. Apple рекомендовала окна из матового металла для приложений, имитирующих реальные устройства (такие как iTunes) или используемых для взаимодействия с такими устройствами (такими как iSync)[11], но была подвергнута критике со стороны дизайнеров за то, что они не следовали собственным рекомендациям или применяли их непоследовательно (это также использовалось в Safari или Finder).[12] Окна из матового металла были в значительной степени выведены из употребления со времен Leopard и стали визуально неотличимы от окон Aqua.
В дополнение к панелям заголовков, Windows также может иметь панели инструментов с отдельными кнопками. До Leopard панели инструментов были визуально отделены от панели заголовков и имели тот же фон, что и рамка окна, или были в тонкую полоску.[14] Leopard представил унифицированный стиль, который распространил похожий на металл фон заголовка на панель инструментов, заставляя её выглядеть как единое целое.[13] При желании между заголовком и панелью инструментов можно было бы разместить разделитель, имитирующий предыдущий стиль. В OS X Yosemite появилась более компактная версия панели инструментов, которая объединила панель заголовков и панель инструментов toolbar, сделала её короче и удалила заголовок окна (например, в Safari 8 и более поздних версиях).[15]
Выдвижные ящики - это дополнительные виды боковой панели, которые могут выдвигаться с любого края окна, кроме верхнего. Их размер можно изменять перпендикулярно краю окна, но в обратном направлении, следуя размеру окна. Выдвижные ящики когда-то часто использовались для отображения элементов управления и информации, которые не обязательно должны были быть всегда видны, но теперь Apple рекомендует не использовать их.[16]
Листы - это диалоговые окна, которые являются модальными для определённого окна. При открытии они разворачиваются к пользователю подобно листу бумаги, отсюда и название. Они частично прозрачны и фокусируют внимание на содержимом листа. Элементы управления родительского окна отключены до тех пор, пока лист не будет закрыт, но пользователь может продолжать работу в других окнах (в том числе в том же приложении), пока лист открыт.
Меню

## Строка меню в Leopard
Меню выделены слегка полупрозрачным сплошным серым цветом, а когда пункты меню выделены, они кажутся синими. В меню приложений, которые расположены на одной панели в верхней части экрана, сочетания клавиш отображаются в правой части меню, в то время как сам пункт меню находится слева. В Yosemite меню гораздо более прозрачные и имеют эффект размытия.
Выпадающие меню для использования в самих Windows также доступны в нескольких вариантах. Стандартное "всплывающее" меню белого цвета с синей торцевой крышкой и противоположными стрелками, в то время как "выпадающие" меню имеют только одну стрелку, направленную вниз, в торцевой крышке. Выпадающие меню доступны в четырёх различных вариантах Aqua, большинство из которых вышли из употребления в более поздних версиях macOS.

## Текстовые поля
Текстовые поля представляют собой текст чёрным по белому с эффектом затонувшей границы. В дополнение к обычным квадратным текстовым полям доступны текстовые поля поиска с закругленными углами. Для более подробных требований к тексту существует также многострочное текстовое поле. Доступно комбинированное текстовое поле и выпадающее меню, которое позволяет пользователю вводить значение в дополнение к выбору из меню. Существует также комбинированное текстовое поле и средство выбора, которое позволяет пользователю вводить дату и время или редактировать их с помощью кнопок направления. В Mac OS X 10.4 появился новый элемент интерфейса, который позволяет пользователю перетаскивать не редактируемые "токены" в текстовое поле, между которыми можно вводить текст. Пробелы до и после токенов обрезаются.
Нажимать кнопки
Стандартные кнопки со скругленными углами доступны в двух вариантах: белом и синем. Синяя кнопка - это действие по умолчанию, и в версиях ОС, предшествующих Yosemite, она будет пульсировать, предлагая пользователю выполнить это действие. Действие синей кнопки обычно также можно вызвать с помощью клавиши return. Белые кнопки обычно связаны со всеми другими действиями.
Также доступны скругленные кнопки, предназначенные для удержания значка; стандартные квадратные кнопки; стеклянные квадратные кнопки и круглые кнопки. Кроме того, доступны круглые фиолетовые кнопки онлайн-справки, которые при нажатии отображают справку относительно текущей задачи. Раскрывающие треугольники, хотя и являются технически кнопками, позволяют отображать и скрывать элементы управления для экономии места.
Флажки и переключатели
В macOS пустые флажки представляют собой маленькие белые закругленные прямоугольники. Когда они установлены, они становятся синими и появляется галочка. По сути, это кнопки, которые можно включать или выключать. Переключатели похожи по внешнему виду и поведению, за исключением того, что они круглые и содержат точку вместо галочки. Переключатели подразделяются на группы, из которых одновременно может быть активирована только одна.
В Yosemite была добавлена короткая анимация, показывающая заполнение флажка или переключателя.
Таблицы и списки
Таблицы и списки можно в общих чертах классифицировать тремя способами: стандартная многостолбцовая таблица с пространством для ввода значений или размещения других элементов интерфейса, таких как кнопки; вид схемы, который может содержать раскрывающие треугольники для отображения и скрытия наборов данных; и представление столбцов Миллера, похожее на представление столбцов в Finder. Все виды таблиц могут использовать чередующийся синий и белый фон строк.
Индикаторы выполнения
Доступны два основных типа индикатора хода загрузки/сохранения: индикатор выполнения или монохроматическое вращающееся колесо (не вращающаяся вертушка). Сам индикатор выполнения доступен в двух вариантах: неопределенный, который просто показывает диагональные синие и белые полосы в анимации без измерения прогресса; или определённый, который показывает синюю пульсирующую полосу на белом фоне, пропорциональную проценту выполненной задачи. Индикатор вращающегося колеса, также присутствующий на стартовом экране Mac OS X начиная с версии 10.2, представляет собой просто серию из 12 все более темных серых линий, расположенных по кругу, как вид сбоку колеса со спицами, вращающегося по часовой стрелке. Многие другие интерфейсы переняли это устройство, включая веб-браузеры Firefox и Camino, а также многие веб-сайты под влиянием Web 2.0.
В Yosemite индикатор выполнения был изменён на тонкий светло-серый. "Неопределенный" вариант сохранил импульсы, но медленнее и с интервалом. Индикатор выполнения теперь появляется во время загрузки, заменяя индикатор вращающегося колеса, который был в более ранних версиях.

## Разнообразный
Ползунки доступны трех типов: один с галочками и треугольным скруббером, другой с круглым скруббером без галочек и круглым ползунком, который можно поворачивать. Все они доступны по горизонтали или вертикали. Круговой ползунок - это просто серая точка на белом круге, которую можно поворачивать для установки значений.
В macOS есть стандартный элемент управления для выбора цветов, который отображается в виде обычной квадратной кнопки с образцом цвета посередине. При нажатии на него отображается стандартная цветовая палитра macOS.
Вкладки в macOS практически идентичны кнопкам, при этом невыбранные вкладки белого цвета, а выбранные - синего. Также доступны графические "колодцы": небольшой углубленный контейнер, в который можно помещать файлы изображений. Если ячейка содержит изображение, она может отображать уменьшенное представление содержимого файла.

## Шрифты
Apple использовала Lucida Grande в качестве системного шрифта начиная с первого выпуска Cheetah и заканчивая Mavericks. Иногда Apple также использовала Helvetica и Helvetica Neue, например, в таких приложениях, как Mail и iPhoto. Системный шрифт был изменён на Helvetica Neue в Yosemite и снова изменён в El Capitan на собственный шрифт Apple в Сан-Франциско. macOS использует общесистемное сглаживание шрифтов, чтобы сделать края более плавными и сохранить четкие формы шрифтов, иногда ценой резкости и ясности.
Анимации
Виджет, добавляемый на панель мониторинга в Mac OS X 10.4. Здесь показан эффект пульсации.
Aqua активно использует анимацию. Примеры включают:
Значки Dock подпрыгивают вверх и вниз при запуске соответствующих приложений.
Значки док-станции также подпрыгивают вверх и вниз в другом ритме, когда фоновое приложение требует внимания пользователя.
Значки док-станции могут увеличиваться в размере при приближении курсора. Эта функция (называемая "увеличение") необязательна.

## История
Стив Джобс представил интерфейс Aqua как попытку Apple создать более мощный интерфейс для профессиональных пользователей и в то же время сделать продукт доступным для начинающих пользователей.

## Mac OS X Jaguar, Panther и Tiger
Mac OS X 10.2 Jaguar привнесла в интерфейс более плоские элементы, например, новые кнопки и выпадающие меню, а также уменьшили прозрачность, чтобы смягчись полоски в окнах и меню. Эти тенденции сохранились и в дальнейших выпусках Mac OS X.
В Mac OS X 10.3 Panther кнопки стали выглядеть утопленными в интерфейс, что соответствовало общей тенденции более плоских элементов интерфейса в операционной системе. Также был возвращён стандартный вид разделителей пунктов меню вместо пустого пространства в Mac OS X Jaguar. Полоски интерфейсастали более тонкими, что заметно в строке меню, и полностью убраны из заголовков окон. В системе появились новые иконки, в том числе более плоский и глянцевый значок системных настроек. Mac OS X Panther также отличается более широким применением «матового металла» в Finder и веб-браузере Safari, который впервые появился в QuickTime Player версии 4.0 в 1999 году.
Mac OS X 10.4 Tiger привнесла в интерфейс некоторые тонкие изменения, включая унифицированную схему панели заголовков. Полоски были полностью удалены из строки меню и были заменены белым глянцем. Также притерпели изменения вкладки, которые стали выглядеть как обычные сегментированные кнопки. Значок меню Apple стал более матовым, а новая поисковая программа Spotlight была привязана к правому краю строки меню и выполнена в том же цвете и градиенте, что и меню Apple.

## Mac OS X Leopard и Snow Leopard
Mac OS X Leopard внесла в Aqua масштабные изменения. Окна Aqua и окна с эффектом «матового металла» приобрели единый серо-металлический вид, а полосатый фон полностью удалён. Панели инструментов и заголовки были объединены в единое целое. Также различие между активным и неактивном окном стало заметнее за счёт потускнения до более светло-серого цвета и монохромного цвета кнопок строки заголовка. Цвет строки меню стал серым и приобрёл эффект прозрачности с размытием. Док приобрёл трёхмерный вид с отражающим «стеклянным полом», а при  размещении с левой или правой стороны рабочего стола его фон менялся на чёрный прозрачный с белой рамкой и закруглёнными углами. Контекстные меню получили закруглённые углы: у раскрывающихся меню — нижние углы, а у всплывающих — все четыре.
Mac OS X Snow Leopard не привнесла в Aqua значительных изменений. Фон контекстного меню Док был изменён со сплошного белого на полупрозрачный чёрный.

## Mac OS X Lion, OS X Mountain Lion и Mavericks
Mac OS X Lion представила множество изменений, вдохновлённых iOS, которые в последующем сохранились в OS X Mavericks, а также в OS X Yosemite, хотя последняя изменила общую эстетику операционной системы. Полосы прокрутки стали тоньше и приобрели монохромный серый цвет, а кнопки прокрутки теперь исчезают при бездействии. Закругления у углов кнопок были уменьшены, что сделало их похожими на Mac OS 8 и 9. Гелеобразный вид большинства компонентов был заменён слегка глянцевым и плоским. Фон окон приложений стал немного светлее, а углы — скруглены. Также было добавлено больше анимаций.
OS X Mountain Lion внесла незначительные изменения. Заметные изменения приобрёл док, который теперь имел внешний вид матового стекла с закруглёнными краями, прямоугольными индикаторами, а также новым разделителем.
OS X Mavericks утратила некоторые элементы скевоморфизма, что отражало пересмотр дизайна в IOS 7. Так, приложения Календарь, Контакты и Заметки утратили внешний вид, соответствовавший их реальным прототипам. Текстура льна в Центре уведомлений и Launchpad’e была заменена простым серым фоном.

## OS X Yosemite, El Capitan, macOS Sierra, High Sierra, Mojave, и Catalina
В OS X Yosemite многие элементы дизайна Aqua были упрощены и сглажены вслед за изменениями в IOS 7. Apple внедрила эффект насыщенного матового стекла, названный «Вибрация» или же «Стекломорфизм». Примерами применения данного эффекта могут послужить Док, панель меню, боковая панель, Центр уведомлений и Mission Control. Аналогичный эффект был применён и к панели инструментов, но они сохранили прежний серый внешний вид, а кнопки панели стали белого цвета. Также Apple представила более компактный вид панели инструментов, в которой был убран заголовок окна с сохранением кнопок (например, в Safari). Некоторые элементы управления, такие как флажки и переключатели, получили анимацию, в то время как анимации в других местах были удалены, например, из Дока был убран эффект «пуф» при удалении значка, и также анимация «куб» при быстром переключении на другую учётную запись пользователя. Также Apple изменила системный шрифт на новый — «Helvetica Neue». В настройки была добавлена возможность включить «тёмную тему», которая изменяла внешний вид Дока и панели меню.
OS X El Capitan внесла в дизайн Aqua лишь незначительные изменения. Белые кнопки панели инструментов приобрели слегка глянцевый вид, эффект стекломорфизма был уменьшен в некоторых местах, например в Mission Control. Системный шрифт вновь был изменён на шрифт собственный разработки Apple — «San Francisco», одновременно с его добавлением в IOS 9 и watchOS в апреле 2015 года. Эти изменения продолжались в macOS Sierra, High Sierra, Mojave и Catalina.

## macOS Big Sur, Monterey, Ventura, и Sonoma
macOS Big Sur внесла серьёзные изменения в дизайн Aqua, которые привели его в соответствие с другими платформами Apple, такими как IOS и iPadOS. Док теперь отделён от края экрана и имеет более закруглённые углы. Иконки приобрели квадратную форму и глубину. Заголовки окон утратили свой хромированный градиент, приобретя взамен плоский белый дизайн, а текст панели инструментов выделен жирным шрифтом и встроен в элементы панели инструментов, которые более не располагаются на выделяющимся фоне. Модальные диалоги значительно изменились, они стали такими же большими, как и содержимое внутри, сделаны с большим значком сверху, с текстом в центре и кнопками внизу. Страницы больше не выскальзывают, как бумага, из-под строки заголовка, вместо этого они просто исчезают из центра окна. Унифицированные боковые панели стали более распространенными и используются по умолчанию для всех приложений. Окна теперь имеют более закругленные углы, приобретающие оттенок пользовательских обоев, сродни эффекту слюды в Windows 11. Строка меню теперь полностью прозрачна, для её выделения на фоне используется сильное размытие. Эти изменения дизайна Aqua продолжались в macOS Monterey, Ventura, и Sonoma.

## Критика
Многие элементы дизайна Aqua напоминали внешний вид оборудования Apple того времени. В 2003 и 2004 годах Apple переходит к применению матового алюминия в своём промышленном дизайне (например в Apple Cinema Display), соответствующим образом изменился и дизайн Aqua. Данное изменения в дизайне продуктов вызвало некоторые несоответствие стилей интерфейса, которые породили споры в сообществе пользователей Mac.

## Судебные дела
В прошлом компания Apple подавала судебные иски против тех, кто создавал пользовательские интерфейсы, похожие на Aqua. Сообщество создателей пользовательских тем Mac выступило против действий Apple в отношении «двойников» Aqua. Брэд Уорделл из Stardock противопоставил судебный подход компании подходу Microsoft к добавлению сторонних тем в Windows XP.